# Bahnhof Soest
Der Bahnhof Soest ist der Bahnhof der Kreisstadt Soest in Nordrhein-Westfalen.

## Lage und Aufbau
Der Bahnhof befindet sich nördlich der Soester Innenstadt, das Empfangsgebäude steht südlich der Gleisanlagen mit Zugang von der Brüder-Walburger-Wallstraße. Ein nördlicher Ausgang führt zur Werkstraße.
Eisenbahnseitig ist der Bahnhof an die Strecken (Hannover Hbf –) Warburg (Westf) – Soest (VzG-Strecke 1760), Soest – Hamm (Westf) (VzG-Strecke 2930), Dortmund Hbf – Soest (VzG-Strecke 2103) und Soest – Brilon Stadt angeschlossen. Elf Kilometer nordwestlich in Richtung Hamm zweigte bei Welver die Westfälische Emschertalbahn Richtung Dortmund Süd ab (VzG-Strecke 2112) Die Einfahrsignale befinden sich aus Richtung Warburg im Streckenkilometer 179,3 (Esig A750 und A751), aus Richtung Hamm im Kilometer 112,7 (Esig G800 und G801) und aus Richtung Dortmund im Kilometer 217,3 (Esig F653). Der Bahnhof verfügt über vier Hauptgleise (Gleise 1, 2, 4 und 5) die beiderseitig über Ausfahrsignale verfügen. Die Gleise sind aus allen drei Strecken direkt erreichbar. Gleis 1 verfügt über einen Hausbahnsteig, Gleis 2 und 4 teilen sich einen
Inselbahnsteig, der über Treppenabgänge mit den Ausgängen verbunden ist. Östlich der Anlagen für den Personenverkehr schlossen sich ein Güter- und Rangierbahnhof sowie ein Aufstellbahnhof an.
Weichen und Signale werden vom Stellwerk Sof am Ostkopf des Bahnhofs aus gesteuert. Das Relaisstellwerk der Bauart SpDrS60 ersetzte bei seiner Inbetriebnahme 1971 mehrere ältere mechanische und elektromechanische Stellwerke. Seit 1981/82 sind die Stellwerke Rhf (Bahnhof Rhynern), Wof (Bahnhof Welver) und Wf (Bahnhof Werl) in die Fernsteuerung des Stellwerks aufgenommen.

## Geschichte
Der Bahnhof Soest ging am 1. Oktober 1850 als Zwischenbahnhof der Strecke Hamm – Paderborn der Königlich Westfälischen Eisenbahn-Gesellschaft (KWE) in Betrieb. Mit der Inbetriebnahme der Strecke Dortmund – Unna – Soest der Bergisch-Märkischen Eisenbahn-Gesellschaft (BME) wurde Soest zum Trennungsbahnhof beider Strecken. Die Gleisanlagen beider Gesellschaften waren zunächst noch voneinander getrennt, die KWE hatte ihren Güterschuppen südlich der Gleise nahe dem Walburger Tor stehen, der Schuppen der BME stand nördlich der Gleisanlagen. 1860 erhielt das Walzwerk Bergenthal einen Gleisanschluss gegenüber vom Empfangsgebäude. Die Strecke Dortmund – Soest erhielt 1866 das zweite Streckengleis, 1867/68 folgte die Strecke Soest – Paderborn. Die Inbetriebnahme der KWE-Emschertalbahn von Welver in Richtung Dortmund Süd fand 1876 statt. 1881 erhielt daher der Abschnitt Soest – Welver ein zweites Gleis. Im darauffolgenden Jahr wurde die BME verstaatlicht, sodass die Verwaltung des Bahnhofs einzig durch die preußische Staatseisenbahn erfolgte. Der Bahnhof unterstand bis 1895 der Königlichen Eisenbahn-Direktion (KED) Hannover, ab 1895 der KED Münster.
Von 1887 bis 1889 wurden die Güteranlagen des Bahnhofs umfangreich erweitert. Der westfälische Güterschuppen wurde im Zuge der Arbeiten abgebrochen, der bergisch-märkische Schuppen diente künftig als Aufenthaltsraum. Der Bahnübergang der Östinghauser Landstraße wurde abgebrochen und durch eine Unterführung weiter östlich ersetzt. Zudem mussten für den Ausbau Teile der mittelalterlichen Stadtmauer abgebrochen werden. Am 1. November 1889 wurde der neue Güterbahnhof in Betrieb genommen, der Bahnhof umfasste zu diesem Zeitpunkt drei Gleise für den Personenverkehr und sechs Gleise für den Güterverkehr. Für die am 1. Mai 1898 eröffnete meterspurige Ruhr-Lippe-Eisenbahn (RLE) existierte im Güterbahnhof eine Rollbockgrube.
Die starke Zunahme des Güterverkehrs im Ruhrgebiet machte kurze Zeit darauf den Bau eines Rangierbahnhofs in Soest erforderlich. Die 1895 verkündeten Pläne sahen vor, diesen in dem Gleisbogen anzulegen, den die Strecke nach Paderborn – Warburg bis zum Nachbarbahnhof Sassendorf beschreibt. Der Grunderwerb der benötigten 20 Hektar Land war teilweise mit Schwierigkeiten verbunden, da ein Teil der Grundstücke Gärten waren, sodass der Baubeginn erst 1896 erfolgen konnte. Die nördliche Rangiergruppe ging am 17. Oktober 1897 in Betrieb, die südliche Rangiergruppe und die dazwischen gelegene Umladehalle für Stückgut gingen am 1. Juli 1898 in Betrieb.
Im Frühjahr 1899 musste der Güterbahnhof für den Anschluss an ein Kornhaus und die Einfädelung der Möhnetalbahn der Westfälischen Landes-Eisenbahn umgebaut werden. Der Anschluss Kornhaus war ab dem 1. März 1899 in Betrieb, die Strecke nach Brilon am 1. Dezember desselben Jahres. Ab dem 1. April 1899 unterstand der Bahnhof der KED Cassel. Am 1. August 1899 wurde der Bahnhof zudem an das Stromnetz angeschlossen, die Speisung fand durch das Kraftwerk der Stadt Soest statt. Im gleichen Jahr musste außerdem der Westkopf umgestaltet werden, um die Strecken nach Hamm/Dortmund Süd und Unna/Dortmund besser voneinander zu trennen. Bis 1906 fanden weitere Arbeiten statt, unter anderem die Erweiterung der Umladehalle, der Neubau eines Aufstellbahnhofs am Ostende und der Neubau von Wohlfahrtseinrichtungen für das Personal in Form von Aufenthalts- und Übernachtungsräumen, aber auch Wohnungen und Bildungseinrichtungen.

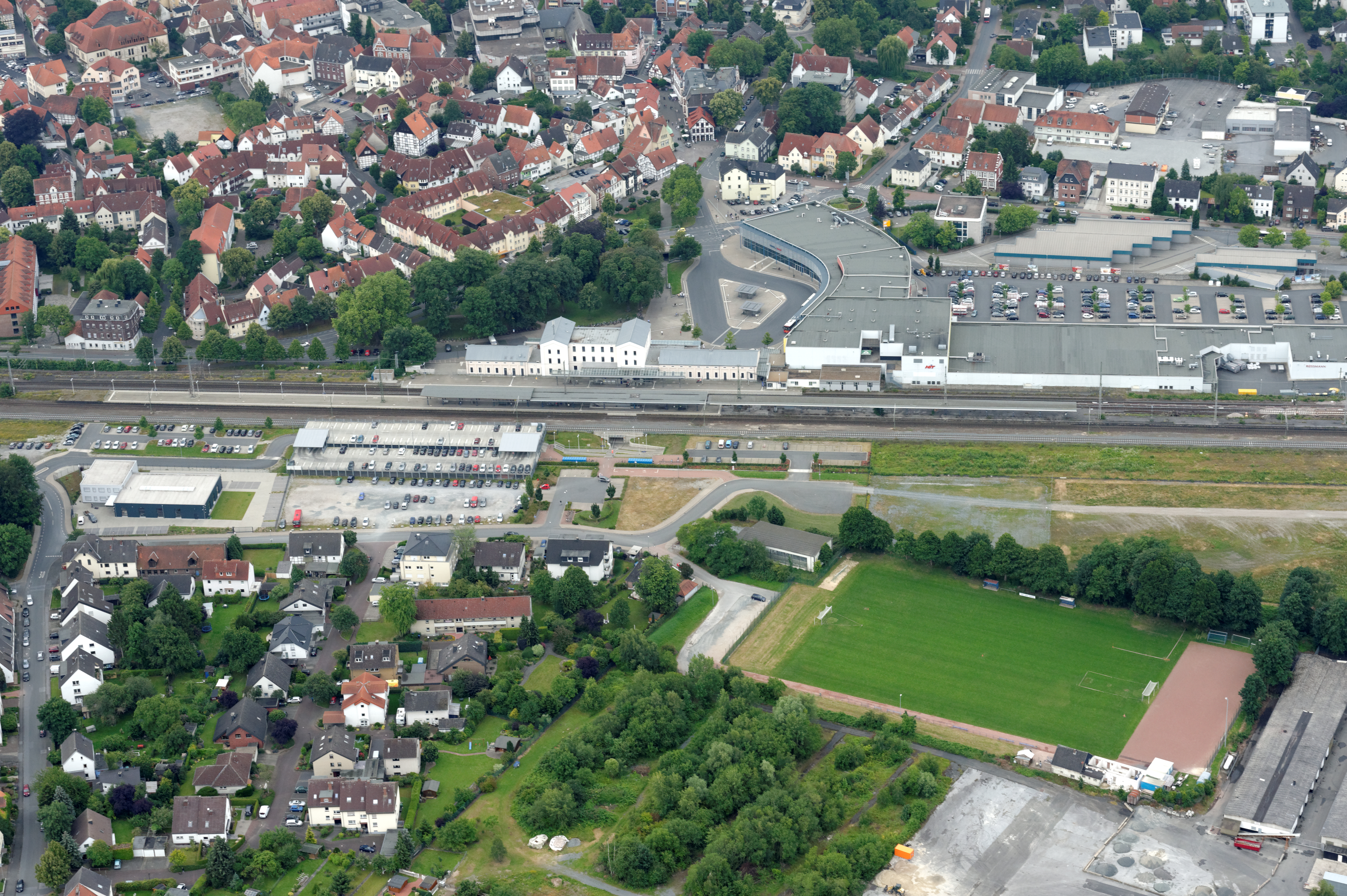
Personenbahnhof und rechts angeschnitten die Flächen des ehemaligen Rangierbahnhofs (Blick von Norden), 2014

Nach den Erweiterungsmaßnahmen hatte der Bahnhof eine Grundfläche von etwa 70 Hektar eingenommen und eine Längsausdehnung von annähernd vier Kilometern erreicht. Der Wert der Anlagen wurde mit etwa 4,5 Millionen Mark angegeben. Etwa 1200 Mann Belegschaft waren 1907 anzutreffen, sieben (nachts) bis acht (tags) Rangierlokomotiven waren täglich im Verschubdienst anzutreffen. Kernaufgabe des Bahnhofs war die Bildung von Güterzügen aus dem Ruhrgebiet in Richtung Leipzig, Holzminden, Thüringen, Ottbergen, Falkenberg, Kassel und Altenbeken. In der Gegenrichtung wurden die Wagen nach den Richtungen Hamm, Neuss, Aachen, Dortmund Süd, Hagen/Elberfeld, Holzwickede und Kamen sortiert, ferner wurden die ins Ruhrgebiet zurückkommenden offenen Güterwagen nach Entladungsart sortiert. Weitere Schwerpunkte des Soester Bahnhofs waren das Umladen von Stückgütern in der Umladehalle und der Ortsgüterverkehr.
Da Soest Grenzbahnhof der KED Cassel zur KED Essen war, wurden vor Ort auch die Dampflokomotiven umgespannt. Hierfür bestanden zwei räumlich voneinander getrennte Bahnbetriebswerke nördlich und südlich der Hauptgleise. Die Güterzuglokomotiven waren im Schuppen I, einem Ringlokschuppen nördlich des westlichen Ablaufbergs beheimatet, die Personenzuglokomotiven in einem Rundhaus südwestlich der Bahnsteige.
Die RLE verband bis 1953 den Norden (Hovestadt und Lippborg) sowie von 1898 bis 1964 den Westen (Ostönnen und Werl) und Südwesten des Kreises mit Soest. Das Bahnhofsgebäude dieser Bahn befand sich südlich der Staatsbahn auf dem Bahnhofsvorplatz. Die Möhnetalbahn verkehrte bis 1970 in das obere Möhnetal über Belecke und Wamel mit der Kreisstadt, deren Personenzüge endeten östlich des Empfangsgebäudes an einem eigenen Bahnsteig neben Gleis 1 der Staatsbahn.
Nach Stilllegung und Abbruch des Rangierbahnhofes wurde auch die örtliche Bedienung des Eisenbahngüterverkehrs eingestellt.
Der verbliebene Bahnhof Soest wurde bis 2010 umfassend renoviert, um seiner Rolle als Tor zur Stadt gerecht zu werden. Neben der Sanierung des Gebäudes wurden im Umfeld auch rund fünf Hektar Gewerbeflächen geschaffen. Durch die neue Unterführung kann man auf direktem Weg die Nordseite des Bahnhofs erreichen. Außerdem wurde das Niveau des Bahnsteigs 1 angehoben. Neben bahnhofsnahem Einzelhandel, Sanitäreinrichtungen und EC-Automat im Erdgeschoss entstanden in den Obergeschossen Büroflächen.

## Verkehr

### Fernverkehr
Die Anbindung erfolgt über die unregelmäßig von Intercity Express und Intercity-Zügen befahrene Strecke Hamm – Warburg (–Kassel). Soest wird von einem ICE-Zugpaar zwischen Köln und München bedient. Hinzu kommen IC-Verbindungen von Düsseldorf Richtung Erfurt–Leipzig/Gera. Es handelt sich um einzelne Züge der Linien IC 50 Düsseldorf–Hamm–Kassel–Erfurt–Gera/Leipzig und ICE 41 Darmstadt–Frankfurt–Köln–Düsseldorf–Hamm–Kassel–Würzburg–München.

### Regionalverkehr
Soest wird von folgenden Nahverkehrslinien bedient:
| Linie       | Verlauf | Takt                                                                                        | Betreiber        |
| ----------- | --- | ------------------------------------------------------------------------------------------- | ---------------- |
| RE 11 (RRX) | Rhein-Hellweg-Express: Kassel-Wilhelmshöhe – Hofgeismar – Warburg (Westf) – Willebadessen – Altenbeken – Paderborn Hbf – Lippstadt – Soest – Hamm (Westf) Hbf – Kamen – Dortmund Hbf – Bochum Hbf – Wattenscheid – Essen Hbf – Mülheim (Ruhr) Hbf – Duisburg Hbf – Düsseldorf Flughafen – Düsseldorf Hbf Abschnitt Düsseldorf–Hamm entfällt aufgrund einer angespannten Personalsituation bis auf einzelne Fahrten. Stand: Februar 2025 | 60 min                                                                                      | National Express |
| RB 59       | Hellweg-Bahn: Dortmund Hbf – Dortmund Signal-Iduna-Park – Dortmund-Hörde – Dortmund-Aplerbeck – Dortmund-Sölde – Holzwickede – Unna – Lünern – Hemmerde – Werl – Westönnen – Soest Stand: Fahrplanwechsel Dezember 2023 | 30 min (werktags) 60 min (sonn- und feiertags)                                              | eurobahn         |
| RB 89       | Ems-Börde-Bahn: Münster (Westf) Hbf – Münster-Hiltrup – Rinkerode – Drensteinfurt – Mersch (Westf) – Hamm-Bockum-Hövel – Hamm (Westf) Hbf – Welver – Borgeln – Soest – Bad Sassendorf – Lippstadt – Dedinghausen – Ehringhausen – Geseke – Salzkotten – Scharmede – Paderborn Hbf (– Altenbeken – Willebadessen – Warburg (Westf)) Stand: Fahrplanwechsel Dezember 2023                                                                 | 30 min 60 min (Münster–Hamm an Wochenenden/Feiertagen) eine Fahrt Sa/So (Paderborn–Warburg) | eurobahn         |